# Мун Сегванг
Мун Сегванг (кореј. 문세광, јап. 文世光, Mun Segwang; Осака, 26. децембар 1951 — Сеул, 20. децембар 1974) је био Јапанац по рођењу и симпатизер Сјеверне Кореје, који је припремао атентат на предсједника Јужне Кореје, Парка Чунга-хија, 15. августа 1974. Атентат је резултовао смрћу Јук Јунг-Су, Паркове жене, и средњошколца Јанга Бонг-хваа. Мун је погубљен четири мјесеца након неуспјешног атентата. Овај догађај је озбиљно затегнуо односе између Јапана, Јужне Кореје и Сјеверне Кореје; Јужна Кореја је закључила да Мун дјелује у име Сјеверне Кореје, али је Јапан одбио да прихвати такво становиште.